# СК Бран
Вижте пояснителната страница за други значения на Бран.
Спортсклубен Бран (на норвежки: Sportsklubben Brann) е норвежки футболен клуб, базиран в град Берген. Играе мачовете си на стадион „Бран“ с капацитет 17 824 зрители.

## Успехи
- Типелиген: (Висша лига)
  -  Шампион (3): 1961/62, 1963, 2007
  -  Вицешампион (8): 1951/52, 1975, 1997, 2000, 2006, 2023, 2016, 2024
  -  Трето място (4): 1976, 1999, 2004, 2018
- Купа на Норвегия:
  -  Носител (7): 1923, 1925, 1972, 1976, 1982, 2004, 2023
  -  Финалист (9): 1917, 1918, 1950, 1978, 1987, 1988, 1995, 1999, 2011
- Суперкупа на Норвегия:
  -  Финалист (1): 2017

## Международни
- Купа на носителите на купи (КНК):
  - 1/4 финал (1): 1996/97
- Купа на УЕФА:
  - Носител на наградата за Феърплей (2): 1996/97, 2001/02

## Европейски турнири
Участвал в турнирите за Шапмионската лига и купата на УЕФА през периода 1998 – 2009 г.